# 217 (numero)
Duecentodiciassette (217) è il numero naturale dopo il 216 e prima del 218.

## Proprietà matematiche
- È un numero dispari.
- È un numero composto.
- È un numero semiprimo, e i suoi divisori sono 1, 7, 31 e 217. Poiché la loro somma, escluso il numero stesso, vale 39, è un numero difettivo.
- Può essere espresso in due modi diversi come differenza di due quadrati: {\displaystyle 217=19^{2}-12^{2}=109^{2}-108^{2}}.
- È sia la somma di due cubi ({\displaystyle 217=6^{3}+1^{3}}) che la differenza di due cubi consecutivi ({\displaystyle 217=9^{3}-8^{3}}).
- È un numero dodecagonale.
- È un numero esagonale centrato e 36-gonale centrato.
- È un numero odioso.
- È un intero di Blum.
- È un numero di Kaprekar in base 2.
- È parte delle terne pitagoriche (217, 456, 505), (217, 744, 775), (217, 3360, 3367), (217, 23544, 23545).
- È un numero palindromo nel sistema di numerazione posizionale a base 6 (1001) e in quello a base 12 (161).

## Astronomia
- 217P/LINEAR è una cometa periodica del sistema solare.
- 217 Eudora è un asteroide della fascia principale del sistema solare.

## Astronautica
- Cosmos 217 è un satellite artificiale russo.

## Altri ambiti
- L'additivo alimentare E217 è il conservante sodio propilparaben.